# بیل تامپسون

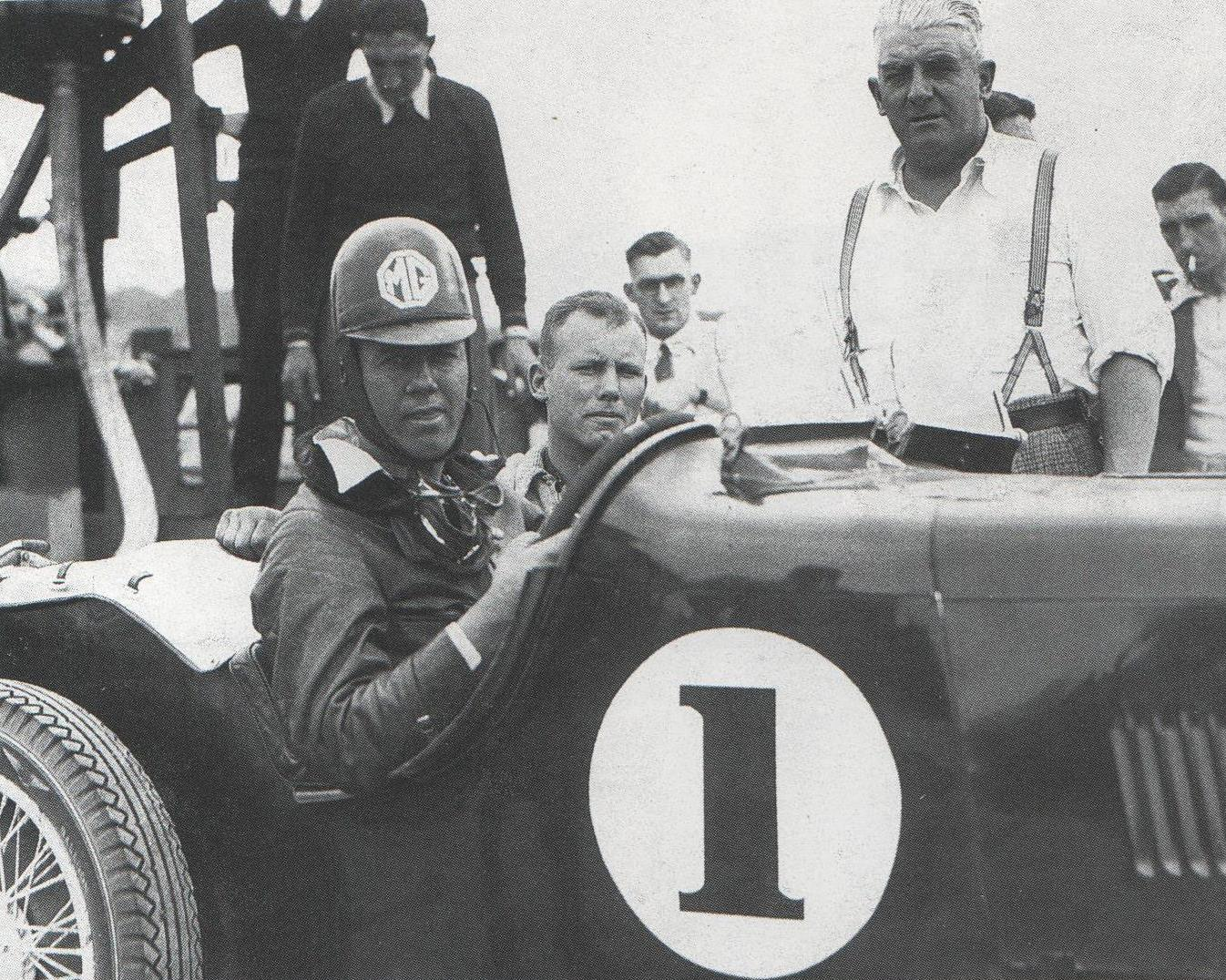
تامپسون پشت فرمان ام‌جی تیپ کا در مسابقه جایزه بزرگ استرالیا در سال ۱۹۳۵

ویلیام بتل تامپسون (به انگلیسی: William Bethel Thompson) (زاده ۲۸ دسامبر ۱۹۰۶ – درگذشته ۱۲ فوریه ۱۹۴۵) یک راننده اتومبیل رانی استرالیایی از سامر هیل، سیدنی، بود که بین سال‌های ۱۹۲۵ تا ۱۹۳۵ به انجام مسابقات رالی مشغول بود.
ماشین‌های رقابتی او شامل بوگاتی‌های مختلف، رایلی بروکلندز و ام جی K3 بود. اگرچه او به سطح بین‌المللی راه پیدا نکرد، اما با موفقیت قابل توجهی در استرالیا روبرو شد و سه بار برنده جایزه بزرگ استرالیا شد.
تامپسون در ۱۲ فوریه ۱۹۴۵ بر اثر سانحه هوایی در جزایر مارشال اقیانوس آرام درگذشت. در زمان حادثه تامپسون در نیروی هوایی سلطنتی استرالیا خدمت می‌کرد.

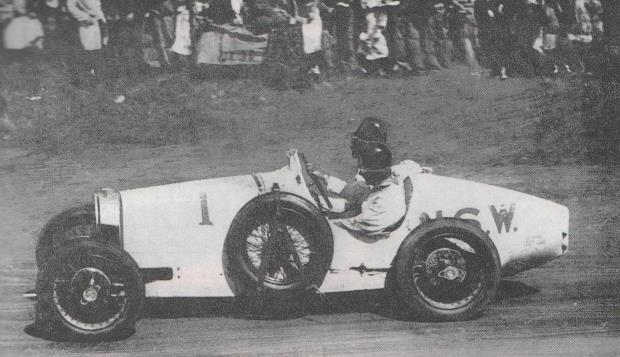
بیل تامپسون (بوگاتی نوع 37A) در مسابقه جایزه بزرگ استرالیا ۱۹۳۲

## نتایج مسابقات
| سال  | مسابقه              | رتبه | ماشین          |
| ---- | ------------------- | ---- | -------------- |
| ۱۹۳۰ | جایزه بزرگ استرالیا | 1    | بوگاتی تیپ 37A |
| ۱۹۳۲ | جایزه بزرگ استرالیا | 1    | بوگاتی تیپ 37A |
| ۱۹۳۳ | جایزه بزرگ استرالیا | 1    | رایلی بروکلندز |
| ۱۹۳۴ | جایزه بزرگ استرالیا | 2    | مگنت MG K3     |
| ۱۹۳۵ | جایزه بزرگ استرالیا | 2    | مگنت MG K3     |